# Юнусов Альфред Асфанович
Альфред Асфанович Юнусов (9 жовтня 1960, Уфа, СРСР — 23 квітня 2014) — радянський та російський хокеїст і тренер.

## Спортивна кар'єра
Вихованець команди «Салават Юлаєв» (Уфа). Виступав за клуби «Динамо» (Мінськ), «Динамо» (Харків), «Салават Юлаєв» і «Гамбург» (Німеччина). У вищій лізі чемпіонату СРСР провів за харків'ян 56 ігор (15+7). За уфимську команду зіграв у Міхнаціональній хокейній лізі і вищому дивізіоні Росії 299 ігор (70+72).
В сезоні 1999/2000 завершив ігрову кар'єру і ввійшов до тренерського штабу башкирського клубу. Три сезони очолював «Торос» з Нафтокамська, а з 2009 року — старший тренер команди. 2010 року йому присвоєно почесне звання «Заслужений працівник фізичної культури Республіки Башкиростан».

## Статистика
Загальний огляд кар'єри:
| Турнір          | Вища ліга | Вища ліга | Вища ліга | Перша ліга | Перша ліга | Перша ліга | Друга ліга | Друга ліга | Друга ліга |
| Турнір          | І         | Г         | П         | І          | Г          | П          | І          | Г          | П          |
| --------------- | --------- | --------- | --------- | ---------- | ---------- | ---------- | ---------- | ---------- | ---------- |
| Чемпіонат СРСР  | 56        | 15        | 7         | 584        | 190        | 122        | 129+       | 62         | 17+        |
| МХЛ             | 149       | 36        | 38        | —          | —          | —          | —          | —          | —          |
| Чемпіонат Росії | 150       | 34        | 34        | —          | —          | —          | —          | —          | —          |
| Усього          | 355       | 85        | 79        | 584        | 190        | 122        | 129        | 62         | 17         |

За український клуб:
| Сезон   | Команда           | Ліга  | І  | Г  | П  | 0  | Штр |
| ------- | ----------------- | ----- | -- | -- | -- | -- | --- |
| 1979-80 | «Динамо» (Харків) | друга | 20 | 5  | 6  | 11 | 11  |
| 1980-81 | «Динамо» (Харків) | друга | 56 | 21 | 0  | 21 | -   |
|         | «Динамо» (Харків) | друга | 9  | 0  | 1  | 1  | 0   |
| 1981-82 | «Динамо» (Харків) | друга | 44 | 30 | 10 | 40 | 10  |
|         | «Динамо» (Харків) | друга |    | 6  |    |    |     |
| 1982-83 | «Динамо» (Харків) | перша | 66 | 24 | 8  | 32 | -   |
| 1983-84 | «Динамо» (Харків) | перша | 60 | 35 | -  | -  | -   |
| 1984-85 | «Динамо» (Харків) | перша | 58 | 22 | 28 | 50 | 26  |
| 1985-86 | «Динамо» (Харків) | перша | 61 | 19 | 10 | 29 | 15  |
| 1986-87 | «Динамо» (Харків) | перша | 63 | 29 | 18 | 47 | 28  |
| 1987-88 | «Динамо» (Харків) | перша | 72 | 22 | 16 | 38 | 26  |
| 1988-89 | «Динамо» (Харків) | вища  | 26 | 8  | 3  | 11 | 0   |
|         |                   | пт    | 35 | 9  | 5  | 14 | 2   |
| 1989-90 | «Динамо» (Харків) | вища  | 30 | 7  | 4  | 11 | 10  |
|         |                   | пт    | 36 | 3  | 4  | 7  | 12  |
| 1990-91 | «Динамо» (Харків) | перша | 64 | 18 | 14 | 32 | 16  |
| 1991-92 | «Динамо» (Харків) | перша | 51 | 7  | 17 | 24 | 14  |